# Moixernó blau
El moixernó blau(Collybia nuda) és una espècie de bolet agarical de la família de les clitocibàcies (Clitocybaceae). És un fong saprotròfic que produeix bolets comestibles. Pertany popularment al grup dels moixernons cama-blaus.

## Etimologia i noms populars
També rep els noms de moixeró blau, pimpinella morada, blavet, blaveta, fredolic blau, moixerró blau, peu blau o peu violeta, noms recollits al DIEC.

## Taxonomia
Va ser descrit per primera vegada com Agaricus nudus pel micòleg francès Pierre Bulliard l'any 1790.
El micòleg alemany Paul Kummer el va col·locar al gènere Tricholoma el 1871 i, el mateix any, el botànic anglès Mordecai Cubitt Cooke el va traslladar a Lepista.  L'any 1913, René Maire proposa el nou gènere Rhodopaxillus i inclou R. nudus.
Recentment (2023) un grup de micòlegs xinesos encapçalats per ZM He combinen l'espècie en el gènere Collybia (Collybia nuda).

## Iconografia
Bulliard P. (1790): p. 439
Bolets de Catalunya (1982): 32
Garrido-Benavent I. et al. (2024): 22

## Descripció
Bolet gran, robust, molsut, carnós; barret de 4-6 a 15 cm de diàmetre; convex al centre, més tard aplanat, lleugerament umbonat; de violat a bru violaci, més fosc al centre,  sovint amb taques brunenques; en envellir brunenc; empal·lideix en assecar-se (lleugerament higròfan); superfície llisa, marge involut.
Làmines d'escotades a adnates; fines i atapeïdes; de color violat en exemplars joves i més brunes en exemplars vells.
Cama cilíndrica, dilatada al peu, de 5-10 x 1-2,5 cm; concolor del barret, sovint cobert de pruïna blanca.
Carn tendra, compacta, de color blanc violat a violeta brunenc; olor potent, perfumat, aromàtic, fruitat; dolça i agradable al tast
Dipòsit esporal rosa brunenc; espores el·lipsoides; verrucoses, cianofil·les.

## Hàbitat
Creix en tota mena de sòls, tant en boscos de coníferes com de planifolis, en brolles i camps oberts, també en munts de compost o estellicons; sovint formant corriols o erols. Prefereix terrenys amb abundant fullaraca, pinassa i molsa. De finals d'estiu a inicis d'hivern, si bé se'n troba a la primavera i fins i tot a l'hivern.

## Distribució
Espècie comuna, des del litoral fins als Pirineus

## Espècies semblants
Una altra espècie molt pròxima és el moixernó blau petit (Lepista sordida) és força més higròfana, de barret poc carnós, de coloració similar però més apagada, de mida menor (4-8 cm)  i menys robust, el marge del barret és estriat en temps humit, la cama prima i buida, sense especial interès culinari. Viu fora de bosc, en prats i clarianes.
Altres espècies similars però de barret de tons més pàl·lids són el moixernó lilós (Lepista glaucocana) i el moixernó cama-blau (Lepista personata). El primer té el mateix aspecte que el moixernó blau, però el color del barret és blau pàl·lid a gris blavós pàl·lid. El segon té el barret més pàl·lid, mai violeta i el color blau o violeta està restringit a la part baixa de la cama.
Si bé les espècies anteriors són totes comestibles, poden ser més problemàtiques les confusions amb diferents espècies del gènere Cortinarius, com Cortinarius violaceus i Cortinarius hercynicus.  Cap de les espècies semblants d'aquest gènere són comestibles. Es diferencien per la presència de cortina (que pot ser evanescent) i les espores de color bru rovell.

## Usos

### Gastronomia
És bon comestible, però si es menja cru és tòxic. No sol ser massa preuat pel seu color, ja que encara enfosqueix més en coure'l. Sol fer-se servir en barreges de bolets. El sabor és agradable i delicat, una mica dolç. Es parasita amb facilitat, pel que han d'escollir-se els exemplars més joves.

### Nutrició
S'han donat casos rars de síndromes digestives en casos de consum excessiu, repetit i sobretot de bolets massa avançats. S'aconsella recollir només els exemplars més joves (porpra, ferm, marge enrotllat) i evitar exemplars vells, congelats o imbuïts (envasats d'aigua). Aquest bolet està molt enganxat al seu miceli, que s'arranca quan es recull sense precaucions. A més, l'espècie té una gran capacitat de concentració de cesi 137.

### Cultiu
Com que és un fong que descompon les fulles, no es conrea en troncs, tot i que en algunes parts del Japó es practica el cultiu de llit de fongs, condicionat com els bolets enokitake i nameko, i s'utilitza el cultiu forestal o el cultiu de fongs. Es conrea a l'aire lliure posant el llit i cobrint-lo amb terra. El compost d'escorça o el motlle de fulles s'utilitza com a material base per al medi de cultiu del llit de fongs, i s'afegeix un 20-30% de la closca d'arròs, els residus i les serradures de fusta dura com a agents de càrrega. El segó o el segó d'arròs s'utilitza com a material nutritiu.
El compost d'escorça s'estén al sòl d'un bosc de fulles amples i el llit de fongs es cobreix amb compost d'escorça o humus, etc., i el miceli s'estén al material enterrat per formar un marge artificial. El miceli descompon les fulles caigudes. i naturalment els cossos fructífers es generen formant un marge proper al de .